# Famille de Cacqueray
Pour les articles homonymes, voir Cacqueray.
La famille de Cacqueray est une famille subsistante de la noblesse française, originaire de Normandie. Sa noblesse est d'ancienne extraction sur preuves de 1470.
Famille de gentilshommes verriers dans ses premières générations. Elle compte également des officiers dont certains sont des officiers généraux, deux gouverneurs aux Antilles, des élus et militants politiques, un supérieur du district de France au sein de la Fraternité sacerdotale Saint-Pie-X.

## Histoire

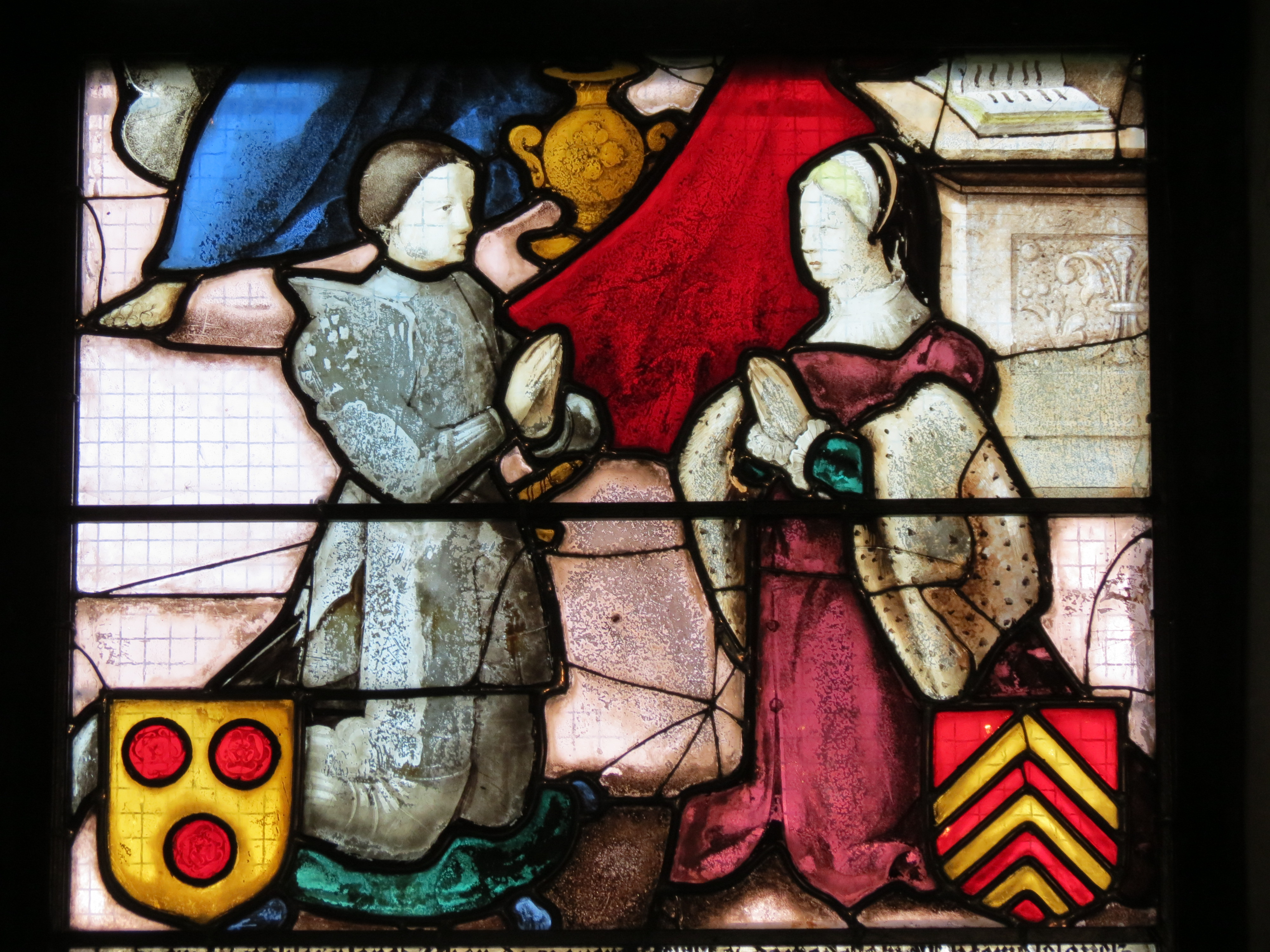
Vitrail de l'église de Bézu-la-Forêt représentant Jehan de Cacqueray et Jeanne de Bouju.

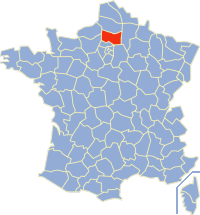
Le département de l'Oise.

Le département de l'Eure.

Gustave Chaix d'Est-Ange rapporte que la famille de Cacqueray est l'une des quatre grandes familles de gentilshommes verriers de Normandie qui avait le privilège exclusif des grosses verreries.
Elle laisse dans l'histoire le souvenir des grands noms de l'art verrier et de leurs œuvres.
La filiation suivie débute avec noble homme Guillaume de Cacqueray qui vivait au milieu du XVe siècle dans sa maison de la Folie au comté de Valois, en Haute-Picardie. Il avait épousé Antoinette du Bosc.
Son fils, noble homme Jehan de Cacqueray, sieur de Vimont, vint du Valois s'installer à Bézu-la-Forêt, près de Lyons-la-Forêt, en Normandie, pour y exercer l'art de la verrerie. Il demeurait et travaillait en l'artifice de verrerie de la Croix-du-Ménillet. Il épouse le 30 novembre 1497 à La Croix-du-Ménillet, près de Lyons-la-Forêt (Eure), Jeanne de Bouju, qui lui donne deux fils :
- Gilles de Cacqueray, écuyer, seigneur de Saint-Imes et de Launoy. Il épouse le 20 juillet 1520, Jeanne du Buisson, dont :
  - Damien de Cacqueray, seigneur de Launoy, La Haye et Saint-Imes, il épouse Marie de La Montagne, ils sont à l'origine de la branche de Valménier.
  - Robert de Cacqueray, seigneur de Folleville. Il épouse en 1556 Anne de Hardencourt. Ils sont à l'origine de la branche de Saint-Quentin.
- Christophe de Cacqueray, écuyer. Il épouse le 8 décembre 1523, Marguerite de Mercastel. Ils sont à l'origine de la Branche de Valolive[3].

La famille de Cacqueray est maintenue dans sa noblesse d'ancienne extraction en 1667 et 1669 sous le règne du roi Louis XIV.
Régis Valette écrit qu'elle est d'ancienne extraction noble sur preuves de 1470.
Elle est admise à l'Association d'entraide de la noblesse française (ANF) en 1938.

## Filiation
- Guillaume de Cacqueray, sieur de la Folie en Valois. Il épouse Antoinette du Bosc.
  - Jehan de Cacqueray, sieur de Vimont. Il épouse en 1497 Jehanne de Bouju, gentilhomme verrier.
    - Gilles de Cacqueray (1499-), sieur de Saint Ymes et de Folleville. Il épouse Jeanne du Buisson.
      - Robert de Cacqueray, sieur de Folleville, il épouse Anne de Hardencourt en 1556. Il est écuyer de la grande écurie de Monsieur, frère du roi, en 1581.
        - Andre de Cacqueray (1558-), sieur de Ellecourt. Il épouse Marie de Mareuil.
          - Jacques de Cacqueray (1598-), seigneur d'Ellecourt. Il épouse Catherine de Nollent.
            - Nicolas Ier de Cacqueray (1626-1682), seigneur d'Ellecourt. Il épouse Ide de Gouberville.
              - Charles de Cacqueray (1664-1712), seigneur d'Ellecourt. Il épouse Marie Catherine Angélique de Monsures.
                - Nicolas II de Cacqueray (1689-1756), épouse Marie Rose d'Ypres.
                  - Antoine Nicolas de Cacqueray (76/Saint-Quentin-au-Bosc, 1719 - Eu, 1804), dit « vicomte » (par courtoisie) de Saint Quentin. Il épouse Marie Anne Susanne de Cacqueray Danleu.
                    - Charles Marie Barbe de Cacqueray (1762-1797), chevalier de Saint-Quentin. Il épouse Louise Sophie Fougueux de Villarson.
                      - Albin de Cacqueray (1794-1856), épouse Zénobie Charlotte du Verdier de la Sorinière.
                        - Gaston Anatole Henri de Cacqueray de Saint-Quentin (1830-1908) épouse Marie Constance Tardif de Petitville.
                          - suite → branche de Cacqueray de Saint-Quentin

      - Damien de Cacqueray de Saint-Ymes de Folleville (1533-1589), sieur de Saint Ymes et de la Haye, maître de verrerie, capitaine d'infanterie (1569-1588), gentilhomme de la maison du duc de Longueville. Il épouse en 1554 Marie de la Montagne.
        - Nicolas de Cacqueray, sieur de la Saussaye. Il épouse en 1575 Marie de Marigny.
          - André de Cacqueray de la Salle ( -1638), sieur de la Salle, du Ver et du Fieffe. Il épouse en 1607, Marthe du Bosc.
            - Louis de Cacqueray-Valménier (1628-1682), seigneur de Valménier, officier de marine, gouverneur de la Grenade (Antilles) de 1654 à 1658, premier conseiller du Conseil souverain de La Martinique le 1er novembre 1675[7].
              - Louis-Gaston de Cacqueray (1672-1724), seigneur de Valménier, chevalier de l'ordre royal et militaire de Saint-Louis, gouverneur de Saint-Martin (Antilles) de 1701 à 1702. Il défend la Guadeloupe contre les Anglais en 1703[7]. Il épouse Françoise Le Vassor de la Touche.
                - suite → branche de Cacqueray-Valménier

    - Christophe de Cacqueray (1500), sieur de Bézu. Il épouse Marguerite de Mercastel.
      - Adrien de Cacqueray (-1592) épouse Marie du Chastel.
        - Christophe de Cacqueray épouse Jeanne de Belleval.
          - Jacques de Cacqueray (1619-1703), seigneur de Bézu. Il épouse Marie de Guillebert.
            - Robert de Cacqueray épouse Marie Anne Pasquier de Riencourt.
              - Nicolas Robert de Cacquerya-Valolive (1693-1764) épouse Nicole Françoise de Saint-Ouen.
                - suite → branche de Cacqueray-Valolive

### Branche de de Cacqueray de Saint-Quentin
- Gaston Anatole Henri de Cacqueray de Saint-Quentin (1830-1908) épouse Marie Constance Tardif de Petitville.
  - Henri-Thimoléon-Marie-Joseph de Cacqueray de Saint-Quentin (1867-1938), vice-amiral, grand officier de l'ordre national de la Légion d'honneur
  - Gaston Henri Joseph Marie Georges de Cacqueray de Saint-Quentin (1870-1922) épouse Marie Fanny Louise du Verger de Cuy de Poulmic.
    - Georges de Cacqueray de Saint-Quentin (1899-1983) épouse Françoise Couraye du Parc.
      - Jacques de Cacqueray de Saint-Quentin (1922-2014) épouse Madeleine Gomot.
        - Yann de Cacqueray de Saint-Quentin (1951), ingénieur diplômé de l'Institut supérieur d'électronique de Paris, promotion 1974[8].

      - Bernard de Cacqueray de Saint-Quentin (1931) épouse Anne Laurens[9].
        - Christian de Cacqueray de Saint-Quentin (1962[9]), diplômé de l'Institut d'études politiques de Paris (IEP), fondateur du Service catholique des funérailles[10], auteur de quatre ouvrages. Il épouse Anne de Castelnau d'Essenault[11].

### Branche de Cacqueray-Valménier
- Louis-Gaston de Cacqueray (1672-1724), seigneur de Valménier, il est l'auteur de la branche de Cacqueray-Valménier :
  - Louis-François de Cacqueray-Valménier (1700-1757) épouse Renée de Saint-Léger.
    - Étienne-Marie-Georges de Cacqueray de Valménier (1729-1805), chevalier de l'ordre royal et militaire de Saint-Louis, lieutenant des vaisseaux du roi[7]. Il s'offre avec son fils Charles Georges et 609 autres personnalités française en otage en échange de la libération de Louis XVI[12]. Il épouse Marie Anne Rose Le Vassor de la Touche-Tréville.
      - Charles-Georges de Cacqueray de Valménier (1760-1832), chevalier de l'ordre royal et militaire de Saint-Louis et de l'ordre national de la Légion d'honneur, contre-amiral, procureur général, membre du Conseil souverain de la Martinique de 1820 à 1828[13]. Il épouse en 1796 à la Martinique, Marie Rose Duval de Sainte-Claire.
        - Pierre Anatole de Cacqueray-Valménier (1815-1900), substitut du procureur du roi à la Réunion. Il épouse Madeleine Aline Ozoux.
          - Jean Joseph Amable de Cacqueray-Valménier (1861-1946) épouse Magdeleine Constance d'Ozouville.

Descendance de Jean Joseph Amable de Cacqueray-Valménier (1861-1946)
- Jean Joseph Amable de Cacqueray-Valménier (1861-1946) épouse Magdeleine Constance d'Ozouville.
  - Alain de Cacqueray-Valménier (1893-1949) épouse Anne Marie d'Ozouville.
    - Pierre de Cacqueray-Valménier (1922) épouse Thérèse de Bellaigue.
      - Laurent de Cacqueray-Valménier (1955) épouse Caroline Brugère.
        - Benoît de Cacqueray-Valménier (1990), ingénieur diplômé de l'Institut supérieur d'électronique de Paris, promotion 2013[14].

  - Robert de Cacqueray-Valménier (1897-1985) épouse Helène Hoquétis.
    - Xavier de Cacqueray-Valménier (1928-1958), officier de l'ordre national de la Légion d'honneur, croix de guerre T.O.E, promotion Général Frère - 1948-1950-Saint-Cyr, capitaine de l'arme blindée-cavalerie au 4e régiment de chasseurs en Algérie. Mort pour la France le 28 septembre 1958 au combat à Oued Athmania. Il a donné son nom à la promotion 2009-2012 de l'école spéciale militaire de Saint-Cyr et au poste de montagne du 4e régiment de chasseurs à Saint-Étienne-en-Dévoluy.

  - Guy de Cacqueray-Valménier (1898-1973) épouse Marie Gertrude de Larminat[9].
    - Yves de Cacqueray-Valménier (1934-1986) épouse Isabelle de Combarieu[9].
      - Yann de Cacqueray-Valménier (1964[9]) épouse Bénédicte Jobez. Il est directeur d'établissement scolaire et a notamment dirigé Notre-Dame d'Orveau[15].
        - Louis de Caqueray-Valmenier (1992), conseiller municipal Front national du Mans (2015-2020). Candidat tête de liste de la liste « Bâtissons Le Mans » aux élections municipales de 2020 au Mans, soutenu par le Rassemblement national, le Parti chrétien-démocrate (PCD) et le Centre national des indépendants et paysans (CNIP)[16]. Militant d'Academia Christiana [17] et ancien militant du Front national et de La Manif pour tous[18].

      - Christophe de Cacqueray-Valménier (1964[9]), prêtre du diocèse de Nantes[19].

    - Henri de Cacqueray-Valménier (1942) épouse Michèle Hine
      - Bruno de Cacqueray-Valménier (1975), ingénieur diplômé de l'Institut supérieur d'électronique de Paris, promotion 2000[20].

  - Michel de Cacqueray-Valménier (1900-1990) épouse Geneviève de Riverieulx.
    - Marc de Cacqueray-Valménier (1937-2013) épouse Bernadette Mabille du Chesne (1939-2005)
      - Michel Marie Emmanuel de Cacqueray-Valménier (1965) épouse Myriam Bonnaves. Ils sont tous deux proches de l'Action française[21].
        - Marc de Cacqueray-Valménier (1998), militant néonazi, ancien membre du Groupe union défense (GUD) et considéré comme le meneur du groupuscule Zouaves Paris (créé en 2018 et dissous en 2022).

      - Régis de Cacqueray (1967), prêtre catholique, supérieur du district de France de la Fraternité sacerdotale Saint-Pie-X de 2002 à 2014 et aumônier de l'institut Civitas.
      - Arnaud de Cacqueray-Valménier (1970), chevalier de l'ordre national de la Légion d'honneur, promotion Général Guillaume - 1990-1993 - Saint-Cyr, général dans l'armée de terre commandant la brigade de sapeurs-pompiers de Paris à partir du 1er octobre 2024[22], auteur de livres pour enfants. Il épouse Élisabeth Verdet.

    - Bruno de Cacqueray-Valménier (1938), petit frère de Marie à La Cotellerie[23].
    - Norbert-Marie-Joseph Michel de Cacqueray-Valménier (1947), chevalier de l'ordre national de la Légion d'honneur, officier de l'ordre national du Mérite, général de brigade, auteur de l'ouvrage Mémoires inédits de Charles-Georges de Cacqueray-Valménier, (1760-1832), député de la Martinique (1820-1828) : une vie au service du roi.
      - Ghislain de Cacqueray-Valménier (1976), colonel de gendarmerie. Le 31 octobre 2014, il est nommé au grade de chevalier dans l'ordre national du Mérite au titre de « chef d'escadron ; 16 ans de services »[24]. Le 29 octobre 2020, il est nommé au grade de chevalier dans l'ordre national de la Légion d'honneur au titre de « colonel, 22 ans de services. »[25].

  - Annick de Cacqueray-Valménier (1901-1983) épouse son cousin Armand de Caqueray-Valolive (1896-1948). Veuve en 1948, elle entre dans la congrégation de l'ordre de la Visitation.

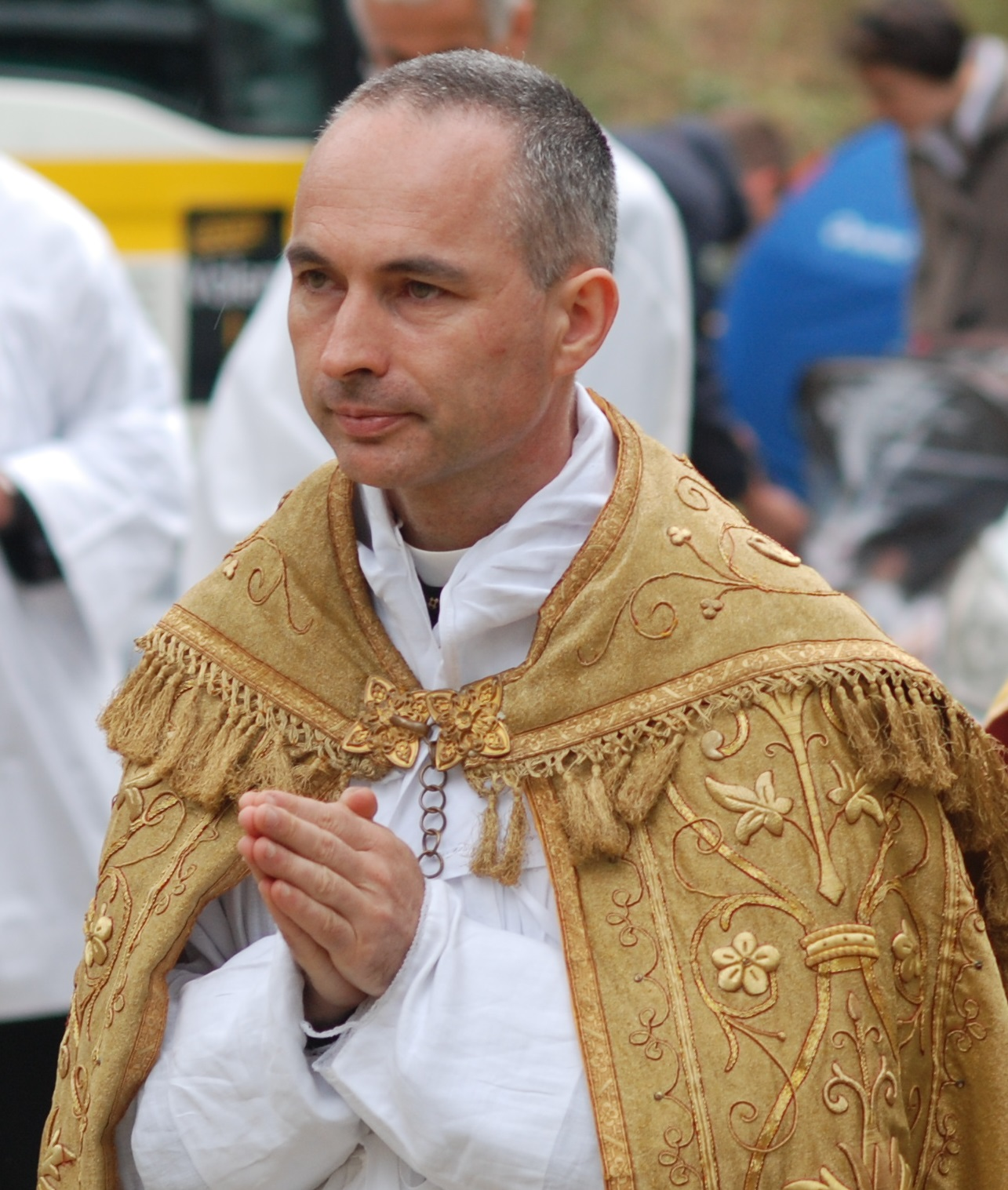
Régis de Cacqueray-Valménier (1967)

### Branche de Cacqueray-Valolive
- Nicolas Robert de Cacqueray-Valolive (1693-1764) épouse Nicole Françoise de Saint-Ouen.
  - François de Cacqueray de Valolive (1739-1822), lieutenant-colonel dans Royal-cavalerie, chevalier de l'ordre royal et militaire de Saint-Louis, maréchal de camp[26].
    - Frédéric-Joseph de Cacqueray de Valolive (1771-1845), sous-lieutenant en 1786 dans Royal-cavalerie, il émigre avec l'armée de Condé, maire de La Jumellière en 1802 sous la Restauration, conseiller général, il est fait chevalier de l'ordre royal et militaire de Saint-Louis, il commande une division de la levée vendéenne de 1815, il est député du Maine-et-Loire en 1827 mais démissionne en 1830 ainsi que de sa fonction de maire pour ne pas prêter serment à la Monarchie de Juillet.
      - Anatole Frédéric Marie Caqueray de Valolive (1812-1871), maire de La Jumellière (Maine et Loire) de 1853 à 1871, conseiller général. Il épouse Marie Pauline Louise Jeanne Hay des Nétumières.
        - Yves Charles Marie de Caqueray de Valolive (1844-1918), châtelain de Mairé (Vienne). Il épouse Louise de Chazelles de Lunac.
          - Armand de Caqueray de Valolive (1886-1948), médaille du Mérite agricole. Il épouse en 1932 Annick de Cacqueray-Valménier (voir au sein de la branche de Cacqueray-Valménier). Veuve en 1948, elle entre dans la congrégation de l'ordre de la Visitation.

### Autres personnalités
- Jean-Baptiste de Cacqueray (1779-1834), durant la Révolution française il émigre, il revient en France en 1797 et entre dans la chouannerie bas-normande au sein de l'armée de Condé catholique et royale organisée par Louis de Frotté. Il devient capitaine de la division chouanne de Louviers puis capitaine adjudant major aux ordres de Georges Cadoudal lorsqu'est découvert le dernier projet visant Napoléon, il est arrêté en février 1804 pour complot par la police de Joseph Fouché avant d'être relâché en juillet 1804. Il est maire de Pressagny-l'Orgueilleux de 1808 à 1811.

## Demeures
- Hôtel de Cacqueray à Angers, construit vers 1840 sur la commande de Frédéric-Joseph de Cacqueray.
- Château de la Sauldraye, à Plumelec (56).[réf. nécessaire]

## Alliances
Les principales alliances de la famille de Cacqueray sont : du Bosc, de Bouju, de La Montagne, de Hardencourt, de Mercastel, de Brossard, du Buisson, de Mareuil, de Nollent, de Gouberville, de Monsures, d'Ypres, Fougueux de Villarson, du Verdier de la Sorinière, Tardif de Petitville, de Marigny, du Bosc, Verdet, de Saint-Ouen, de Castelnau d'Essenault, de Saint-Léger, Le Vassor de la Touche, d'Armand de Châteauvieux, Duval de Sainte-Claire, Ozoux, d'Ozouville, Hoquétis, Jobez, de Larminat, Hay des Nétumières, de Chazelles de Lunac, de Maupeou d'Ableiges, de Rivérieulx (1929), Frotier de La Messelière, Drouët de Montgermont, Mabille du Chesne (1964), Ganne de Beaucoudrey (1979, 1987), Bonnaves (1995), d'Avout d'Auerstaëdt (1998), Naguet de Saint Vulfran (2016), Roland-Gosselin.

## Armes et devise
Les armes de la famille de Cacqueray sont d'or à 3 roses de gueules.
- Support : deux lions d'or lampassés de gueules ou deux griffons d'argent[1].
- Cimier : un lion issant d'or et lampassé de gueules[1].
- Devise : Semper et Ubique Fidelis (« Toujours et partout fidèle »)[1]

## Postérité
- Vitrail de l'église de Bézu-la-Forêt